# Fizica aristotelică

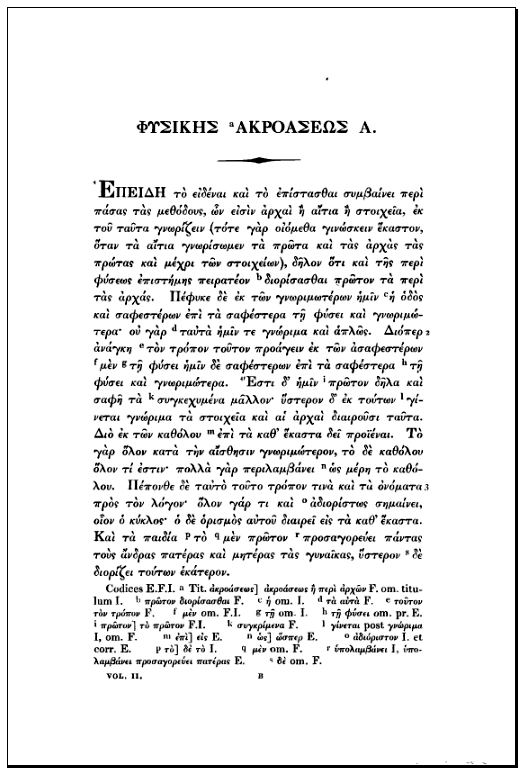
O pagină dintr-o ediție din 1837 a Fizicii lui Aristotel, o carte care abordează o varietate de subiecte, inclusiv filosofia naturii și subiecte care astăzi fac parte din denumirea ei modernă: fizica.

Fizica aristotelică este forma științei naturale descrisă în lucrările filosofului grec Aristotel (384–322 î.Hr.). În lucrarea sa Fizica, Aristotel și-a propus să stabilească principii generale de schimbare care guvernează toate corpurile naturale, atât vii, cât și neînsuflețite, cerești și terestre - inclusiv toată mișcarea (schimbare în raport cu locul), schimbare cantitativă (schimbare în raport cu mărimea sau numărul), schimbare calitativă și schimbare substanțială. Pentru Aristotel, „fizica” era un domeniu larg care includea subiecte care astăzi ar fi incluse în filosofia minții, experiență senzorială, memorie, anatomie și biologie. Constituie fundamentul gândirii care stă la baza multor opere ale sale.
Conceptele cheie ale fizicii aristotelice includ structurarea universului în sfere concentrice, pământul în centru și sfere cerești în jurul său. Sferele terestre erau formate din patru elemente: pământ, aer, foc și apă, supuse modificărilor și degradării. Sferele cerești erau alcătuite dintr-un al cincilea element, un eter neschimbabil. Obiectele realizate din aceste elemente au mișcări naturale: cele ale pământului și ale apei tind să cadă; cele ale aerului și focului, să se ridice. Viteza unei astfel de mișcări depinde de greutățile obiectelor și de densitatea mediului. Aristotel a susținut că un vid nu ar putea exista, deoarece vitezele vor deveni infinite.
Aristotel a descris patru cauze sau explicații ale schimbării așa cum se vede pe pământ: cauze materiale, formale, eficiente și finale ale lucrurilor. În ceea ce privește lucrurile vii, biologia lui Aristotel s-a bazat pe observarea tipurilor naturale, atât a tipurilor de bază, cât și a grupurilor din care aparțineau acestea. El nu a efectuat experimente în sens modern, ci s-a bazat pe strângerea datelor, procedurile observaționale precum disecția și crearea ipotezelor despre relațiile dintre cantitățile măsurabile, cum ar fi dimensiunea corpului și durata de viață.

## Metode
„natura este peste tot cauza ordinii. ”— Aristotel, 'Fizica VIII.1
Deși sunt în concordanță cu experiența umană comună, principiile lui Aristotel nu s-au bazat pe experimente cantitative controlate, deci nu descriu universul nostru în modul precis, cantitativ, așteptat astăzi de știință. Contemporanii lui Aristotel precum Aristarh au respins aceste principii în favoarea heliocentrismului, dar ideile lor nu au fost larg acceptate.
Principiile lui Aristotel au fost dificil de respins doar prin observarea zilnică ocazională, dar dezvoltarea ulterioară a metodei științifice a contestat opiniile sale cu experimente și măsurători atente, folosind tehnologie din ce în ce mai avansată, cum ar fi telescopul și pompa de vid.
„În revendicarea noutății pentru doctrinele lor, acei filosofi naturali care au dezvoltat „noua știință” din secolul al XVII-lea au confruntat frecvent fizica „aristotelică” cu a lor. Fizica de tip anterior, așa au afirmat ei, sublinia calitativul în detrimentul matematicii cantitative, neglijate și rolul corespunzător al fizicii (în special în analiza mișcării locale) și s-a bazat pe astfel de principii explicative suspecte ca fiind cauze finale și „esențe oculte”. Totuși, în Fizica sa, Aristotel caracterizează fizica sau „știința naturii” ca referitoare la mărimi (megethê), mișcare (sau „proces” sau „schimbare treptată” - kinêsis), și timp (chronon) (Fiz. III.4 202b30–1). Într-adevăr, Fizica este preocupată în mare măsură de o analiză a mișcării, în special de mișcare locală, și celelalte concepte despre care Aristotel crede că sunt necesare acestei analize.”—Michael J. White, "Aristotle on the Infinite, Space, and Time" in Blackwell Companion to Aristotle'
Există diferențe clare între fizica modernă și aristotelică, principala fiind utilizarea matematicii, în mare parte absentă la Aristotel. Unele studii recente au reevaluat însă fizica lui Aristotel, subliniind atât validitatea empirică, cât și continuitatea acesteia cu fizica modernă.

## Concepte

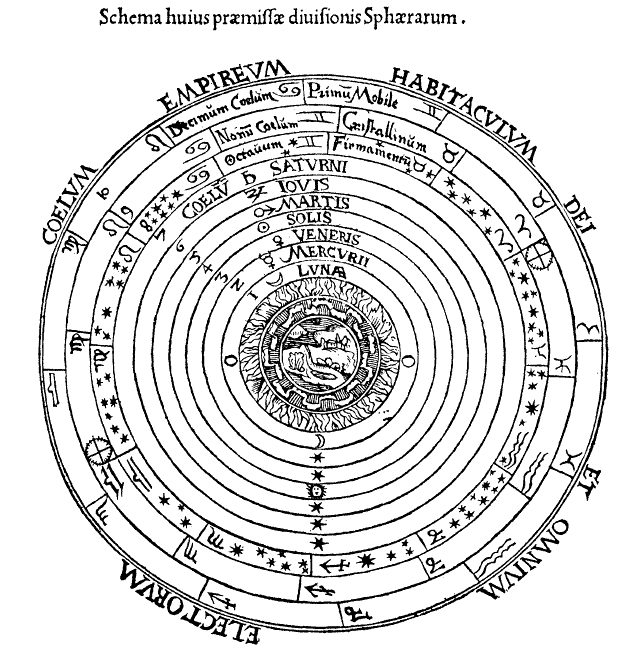
O reprezentarea din 1524 a universului, puternic influențată de ideile lui Aristotel. Sferele terestre de apă și pământ (arătate sub formă de continente și oceane) se află în centrul universului, înconjurate de sferele de aer, apoi de foc, unde se credea că își au originea meteoriții și cometele. Sferele cerești de la interior la exterior sunt cele ale Lunii, Mercur, Venus, Soare, Marte, Jupiter și Saturn, fiecare indicată printr-un simbol al planetei. A opta sferă este firmamentul stelelor fixe, care includ constelațiile vizibile. Precesia echinocțiilor a provocat un decalaj între diviziunile vizibile și teoretice ale zodiacului, astfel că astronomii creștini medievali au creat o a noua sferă, Crystallinum, care deține o versiune neschimbată a zodiacului. A zecea sferă este cea a Primului Motor (divinitatea supremă)) propus de Aristotel. Mai presus de asta, teologia creștină a plasat „Imperiul lui Dumnezeu”.
Ceea ce nu arată această diagramă este modul în care Aristotel a explicat curbele complicate pe care planetele le fac pe cer. Pentru a păstra principiul mișcării circulare perfecte, el a propus ca fiecare planetă să fie mișcată de mai multe sfere imbricate, cu polii fiecăreia conectați la următoarea dar cu axe de rotație decalate unele de altele. Deși Aristotel a lăsat numărul sferelor deschis determinării empirice, el a propus adăugarea modelelor multi-sfere ale astronomilor precedenți, rezultând un total de 44 sau 55 de sfere cerești.

### Elemente și sfere
Aristotel a împărțit universul său în „sfere terestre”, care erau „coruptibile” și unde locuiau oamenii, dar altfel, neschimbând sferele cerești.
Aristotel credea că cele patru elemente clasice alcătuiesc totul în sferele terestre: pământ, aer, foc și apă.[a] A mai spus că cerurile sunt făcute dintr-un al cincilea element special fără greutate și incoruptibil (adică neschimbător) numit „eter”.  Eterul se mai numește și „chintesență”, adică, literalmente, „a cincea ființă”.
Aristotel considera că substanțele grele, cum ar fi fierul și alte metale, constau în principal din elementul pământ, cu o cantitate mai mică din celelalte trei elemente terestre. Alte obiecte, mai ușoare, credea el, au mai puțin pământ, în raport cu celelalte trei elemente din compoziția lor.
Cele patru elemente clasice nu au fost inventate de Aristotel; au fost originare de la Empedocle. În timpul Revoluției Științifice, s-a constatat că teoria antică a elementelor clasice este incorectă și a fost înlocuită de conceptul testat empiric al elementelor chimice. 

#### Sfere cerești
Potrivit lui Aristotel, Soarele, Luna, planetele și stelele - sunt încorporate în „sfere de cristal” perfect concentrice, care se rotesc etern la viteze fixe. Deoarece sferele cerești nu sunt capabile de schimbare, cu excepția rotației, sfera terestră a focului trebuie să țină cont de căldură, lumina stelară și meteoriții ocazionali. Sfera cea mai joasă, lunară, este singura sferă cerească care intră de fapt în contact cu materia terestră, schimbătoare a orbitei sublunare, trăgând focul și aerul rarefiat de-a lungul ei în timp ce se rotește. Ca și æthere (αἰθήρ) lui Homer - „aerul pur” al Muntelui Olimp - a fost omologul divin al aerului respirat de ființele muritoare (άήρ, aer). Sferele cerești sunt compuse din elementul special aether, etern și neschimbat, a cărui singură capacitate este o mișcare circulară uniformă la o rată dată (în raport cu mișcarea diurnă a sferei exterioare a stelelor fixe).
„Sferele de cristal” concentrice, ilustrate de obraji care transportă Soarele, Luna și stelele se mișcă etern cu mișcare circulară neschimbată. Sferele sunt încorporate în sfere pentru a explica „stelele rătăcitoare” (adică planetele, care, în comparație cu Soarele, Luna și stelele, par să se miște haotic). Mercur, Venus, Marte, Jupiter și Saturn sunt singurele planete (inclusiv planetele minore) care au fost vizibile înainte de invenția telescopului, motiv pentru care Neptun și Uranus nu sunt incluse și nici un asteroid. Ulterior, convingerea că toate sferele sunt concentrice a fost abandonată în favoarea modelului epiciclic a lui Ptolemeu. Aristotel se supune calculelor astronomilor cu privire la numărul total de sfere și diverse calcule dau un număr în vecinătatea a cincizeci de sfere. Pentru fiecare sferă se presupune o mișcare nemodificată, incluzând o „primă mișcare” pentru sfera stelelor fixe. Aceasta nu împing sferele (nici nu ar putea, fiind nemateriale și fără dimensiuni), ci sunt cauza finală a mișcării sferelor, adică o explică într-un mod similar cu „sufletul este mișcat de frumusețe”.

### Schimbări terestre

Cele patru elemente terestre

Spre deosebire de eterul celest etern și neschimbat, fiecare dintre cele patru elemente terestre sunt capabile să se schimbe în oricare dintre cele două elemente cu care împart o proprietate; de exemplu, frigul și umezeala (apa) se pot transforma în căldură și umezeală (aer) sau în frig și uscat (pământ) și orice schimbare aparentă la cald și uscat (foc) este de fapt un proces în două etape. Aceste proprietăți sunt determinate de o substanță reală în raport cu munca pe care o poate face; cea de încălzire sau răcire și de desecare sau umezire.  Cele patru elemente există doar în ceea ce privește această capacitate și în raport cu unele munci potențiale. Elementul ceresc este etern și neschimbat, așa că doar cele patru elemente terestre dau seama de „generare” și „corupere” (Aristotel De Generatione et Corruptione)

### Mișcare naturală
Obiectele terestre se ridică sau cad, într-o măsură mai mare sau mai mică, în funcție de raportul dintre cele patru elemente din care sunt compuse. De exemplu, pământul, elementul cel mai greu și apa, cad spre centrul cosmosului. La polul opus, cele mai ușoare elemente, aerul și mai ales focul, se ridică în sus și departe de centru.

Legile mișcării lui Aristotel. În Fizica, el afirmă că obiectele cad cu o viteză proporțională cu greutatea lor și invers proporțională cu densitatea fluidului în care sunt cufundate. Aceasta este o aproximare corectă pentru obiectele din câmpul gravitațional al Pământului care se deplasează în aer sau apă.

Elementele nu sunt substanțe proprii în teoria aristotelică (sau în sensul modern al cuvântului). În schimb, acestea sunt abstracții folosite pentru a explica diferitele naturi și comportamente ale materialelor reale în ceea ce privește raporturile dintre ele. 
Mișcarea și schimbarea sunt strâns legate în fizica aristotelică. Potrivit lui Aristotel, mișcarea a implicat o schimbare de la potențial la actualitate. El a dat un exemplu de patru tipuri de schimbări, și anume schimbarea în substanță, în calitate, în cantitate și în loc.
Aristotel a propus ca viteza cu care două obiecte de formă identică să se scufunde sau să cadă este direct proporțională cu greutățile lor și invers proporțională cu densitatea mediului prin care se mișcă. În timp ce descrie viteza lor finală, Aristotel trebuie să stipuleză că nu va exista nici o limită la care să se compare viteza atomilor care cad printr-un vid (ei s-ar putea mișca la nesfârșit rapid, deoarece nu ar exista un loc special pentru a se odihni în vid). Astăzi, însă, se înțelege că în orice moment înainte de atingerea vitezei terminale într-un mediu relativ fără rezistență precum aerul, se așteaptă ca două astfel de obiecte să aibă viteze aproape identice, deoarece ambele se confruntă cu o forță de gravitație proporțională cu masele lor și au fost astfel accelerate la aproape aceeși viteză. Acest lucru a devenit deosebit de evident din secolul al XVIII-lea, când au început să fie făcute experimente în vid parțial, dar cu aproximativ două sute de ani mai devreme, Galileo a demonstrat deja că obiecte de diferite greutăți ajung la pământ în timpi similari.

### Continuum și vacuum
Aristotel argumentează împotriva indivizibililor lui Democrit (care diferă considerabil de utilizarea istorică și cea modernă a termenului „atom”). El a argumentat împotriva posibilității unui vid sau a unui gol. Aristotel spune că în vid n-ar exista nimic față de care să se raporteze mișcarea. Mișcarea naturală se desfășoară în linie dreaptă și fiecare corp se deplasează la locul său natural cât mai repede posibil, adică cât de rapid îi permite mediul său (care rezistă și se opune mișcării sale) să o facă. Dacă nu ar exista nimic care să-l oprească, daca mediul nu se opune mișcării, cum ar fi cazul vidului, obiectul s-ar mișca cu o viteză infinită, și acest lucru nu este posibil. Prin urmare, nici o mișcare (naturală) nu poate avea loc în vid.
„Vidul” astronomiei actuale (cum ar fi Vidul Local adiacent propriei noastre galaxii) are efectul opus: în cele din urmă, corpurile care nu sunt în centru sunt evacuate din vid din cauza gravitației materialului din exterior.

### Patru cauze
Deoarece lui Aristotel îi era cunoscută doar mișcarea în prezența rezistenței, el credea că orice mișcare are o cauză. Aristotel a considerat că există patru tipuri de cauze: materială, formală, eficientă și finală. El scrie că „nu cunoaștem un lucru până când nu am înțeles de ce-ul său, adică cauza sa”. Cele patru cauze nu se exclud reciproc. Pentru Aristotel, trebuie să se dea mai multe răspunsuri la întrebarea „de ce” pentru a explica un fenomen și mai ales configurația reală a unui obiect.

#### Materială
Aristotel consideră cauza materială (hyle) a unui obiect ca fiind echivalentă cu natura materiei prime din care este compus obiectul. Pentru o masă, poate fi lemnul, pentru o statuie ar putea fi bronzul sau marmura. Pentru Aristotel materialul nu este același lucru cu substanța. 

#### Formală
Cauza formală (eidos) a unui lucru este proprietatea esențială care face ca materia să devină un anumit tip de lucru, pe care  îl recunoaștem ca fiind de acel tip particular. În Metafizica, Aristotel subliniază faptul că forma este strâns legată de esență și definiție.

#### Eficientă
Cauza eficientă (kinoun) a unui lucru este cea care determină schimbarea și conduce mișcarea tranzitorie (cum ar fi un pictor care pictează o casă). În multe cazuri, acesta este pur și simplu lucrul care aduce ceva. De exemplu, în cazul unei statui, persoana care taie și transformă un bloc de marmură într-o statuie.

#### Finală
Cauza finală (telos) este aceea de dragul căreia se face un lucru, scopul său sau scopul teologic: pentru o sămânță germinativă, este planta adultă, pentru o minge din vârful unei rampe, este odihna când va ajunge în partea de jos, pentru un ochi, vederea, pentru un cuțit, tăierea.